# Mala Črešnjevica
Mala Črešnjevica je naselje u Republici Hrvatskoj, u sastavu Općine Pitomača, Virovitičko-podravska županija. U Maloj Črešnjevici se nalazi crkva sv. Nedjelje u čijem su dvorištu pokopani roditelji Petra Preradovića. 

## Stanovništvo
Prema popisu stanovništva iz 2001. godine, naselje je imalo 207 stanovnika te 78 obiteljskih kućanstava.
| broj stanovnika | 156   | 173   | 153   | 307   | 423   | 460   | 473   | 500   | 475   | 481   | 446   | 359   | 281   | 244   | 207   | 199   | 155   |
|                 | 1857. | 1869. | 1880. | 1890. | 1900. | 1910. | 1921. | 1931. | 1948. | 1953. | 1961. | 1971. | 1981. | 1991. | 2001. | 2011. | 2021. |